# Pimpinella astrantiifolia
Pimpinella astrantiifolia är en flockblommig växtart som först beskrevs av H.Wolff, och fick sitt nu gällande namn av Minosuke Hiroe. Pimpinella astrantiifolia ingår i släktet bockrötter, och familjen flockblommiga växter. Inga underarter finns listade i Catalogue of Life.